# USS Stephen Potter (DD-538)
Pour les articles homonymes, voir Stephen Potter.
Le USS Stephen Potter (DD-538) est un destroyer de la classe Fletcher en service dans la Marine des États-Unis pendant la Seconde Guerre mondiale. Il a été nommé en l'honneur de l'enseigne Stephen Potter, pilote américain dans l'aéronavale britannique, abattu en 1918.

## Construction
Sa quille est posée le 27 octobre 1942 au chantier naval Union Iron Works (Bethlehem Shipbuilding Corporation) de San Francisco, dans l'état de Californie. Il est lancé le 28 avril 1943; parrainé par Sally et Marian Potter, nièces de l'enseigne Potter; et mis en service le 21 octobre 1943.

## Historique

### Seconde Guerre mondiale
Le Stephen Potter a effectué ses essais dans la région de San Diego et est retourné à San Francisco le 8 décembre. Le navire s'est embarqué pour Hawaï à la fin du mois et est arrivé à Pearl Harbor le dernier jour de l'année 1943. Le destroyer est affecté à la Fast Carrier Task Force (appelée Task Force 58 (TF 58) ou Task Force 38 (TF 38), selon qu'elle fait partie de la 5e Flotte (5th Fleet) ou de la 3e Flotte (3rd Fleet)) qui sort, le 16 janvier 1944, pour lancer des frappes aériennes contre les îles Marshall. Les frappes ont commencé le 29 janvier en préparation de l'assaut amphibie qui a débuté le 31 janvier.

#### 1944
Le Stephen Potter se trouvait dans l'écran de protection des porte-avions rapides lorsqu'ils ont effectué la première frappe contre Truk les 17 et 18 février 1944. Le porte-avions USS Intrepid (CV-11) est endommagé le 17 février par une torpille d'avion, et le Stephen Potter l'escorte jusqu'aux Marshall. Le Stephen Potter quitte les Marshall le 27 février, fait escale à Pearl Harbor et navigue vers la côte ouest des États-Unis. Il arriva le 13 mars et, cinq jours plus tard, commença le voyage de retour vers Majuro où il rejoignit les porte-avions rapides.
Le Stephen Potter surveille les porte-avions qui lancent des frappes les 21 et 22 avril pour soutenir l'assaut sur Hollandia, en Nouvelle-Guinée. À la fin du mois, ils reviennent pour bombarder Truk. Le 30 avril, le Stephen Potter, le porte-avions USS Monterey (CVL-26) et le destroyer USS Macdonough (DD-351) naviguent au sud de Truk lorsque le MacDonough établit un contact radar avec un sous-marin, qui disparaît rapidement lorsque l'ennemi s'immerge. Un contact sonar est établi et le MacDonough lance deux attaques à la grenade anti sous-marine. Le Stephen Potter est venu prêter main-forte lors d'une attaque, et un avion du Monterey a apporté son soutien. Plusieurs explosions profondes sont entendues, et beaucoup de pétrole et de débris remontent à la surface lorsque le sous-marin japonais Ro-45 coule. Le 1er mai, le destroyer participe au bombardement de l'île de Ponape dans les Carolines. La force opérationnelle s'est ravitaillée et réarmée à Majuro et, les 19 et 20 mai, a attaqué l'île Marcus avant de bombarder l'île Wake le 23 mai. Les navires retournent à Eniwetok pour être remis en état en vue de la campagne des îles Mariannes.
Le groupe opérationnel 58.2 (TG 58.2) a appareillé le 6 juin et, une semaine plus tard, a commencé à attaquer Saipan. Le 17 juin, le groupe d'intervention entre dans la mer des Philippines pour bloquer une puissante flotte japonaise qui menaçait la conquête américaine de Saipan. La bataille de la mer des Philippines, communément appelée "Marianas Turkey Shoot", débute le 19 juin et dure deux jours. Au cours de la bataille, le Stephen Potter a sauvé sept pilotes abattus. Après une période de carénage de cinq jours à Eniwetok, les navires ont attaqué des cibles dans les îles Bonin, Palaos et Caroline au cours du mois de juillet avant de retourner dans les Marshall pour se réapprovisionner.
Le 30 juillet, le Stephen Potter rejoignit le TG 58.4 qui, du 31 juillet au 8 août, apporta un soutien aérien aux troupes américaines combattant sur l'île de Guam. Le destroyer quitta Eniwetok le 30 août, rejoignit le TG 38.2 le 3 septembre et protégea les porte-avions rapides pendant que leurs avions pilonnaient les Philippines du 9 au 25 septembre. Les attaques furent lancées contre Mindanao, Luçon, Cebu, Leyte, Angaur et la baie de Manille. Le groupe opérationnel se trouve à Ulithi du 1er au 6 octobre, date à laquelle il reprend la mer.
Le Stephen Potter protégea les porte-avions de l'amiral Gerald F. Bogan lorsqu'ils lancèrent des frappes contre Okinawa le 10 octobre et contre Formose les 12, 13 et 14 octobre. Le 13 octobre, le croiseur USS Canberra (CA-70) fut torpillé sous sa ceinture de blindage et perdit toute sa puissance. Il est pris en remorque par le croiseur lourd USS Wichita (CA-45), et le Stephen Potter est affecté à l'une de leurs escortes. Le lendemain, le croiseur léger USS Houston (CL-81), touché par une torpille dans la salle des machines, est pris en remorque par le croiseur lourd USS Boston (CA-69) et rejoint le groupe du Canberra qui se retire, désormais désigné sous le nom de Task Unit (TU) 30.3.1. Le remorqueur USS Munsee (ATF-107) releva le Wichita du remorquage du Canberra le 15 octobre, et le remorqueur USS Pawnee (ATF-74) releva le Boston de ses fonctions le 16 octobre. Le Houston fut torpillé à nouveau le 16 octobre, et tous les hommes inutiles furent retirés. Le Stephen Potter en prit 83 à bord. Il se détacha pour retourner au TG 38.2 le 20 octobre, qui était en route vers les Philippines pour soutenir les débarquements alliés sur Leyte qui commençaient ce jour-là. Des frappes aériennes furent menées contre Luçon le 22 octobre, et les porte-avions se retirèrent vers Manus le jour suivant.
Le 1er novembre, le Stephen Potter se rendit à Ulithi, via Saipan, où il rejoignit les transporteurs rapides et les escorta jusqu'aux Philippines. Des frappes aériennes ont été menées contre la région des Visayas, Manille et Luçon du 11 au 25 novembre, date à laquelle la force s'est retirée.
Le groupe opérationnel se repose brièvement à Ulithi et, le 11 décembre, se rend dans la zone d'opération à l'est de Luçon pour soutenir les débarquements à Mindoro. À partir du 14 décembre, les porte-avions lancèrent des frappes contre Luçon pendant trois jours consécutifs et, après s'être ravitaillés, retournèrent à Ulithi le 24 décembre.
Le Stephen Potter a repris la mer le 30 décembre 1944 pour rejoindre le TG 38.2 en route vers un point de lancement d'attaques contre Formose. Des frappes aériennes sont lancées contre Formose et Okinawa pendant deux jours et, après s'être déplacé vers le sud-est, contre Luçon les 6 et 7 janvier 1945.

#### 1945

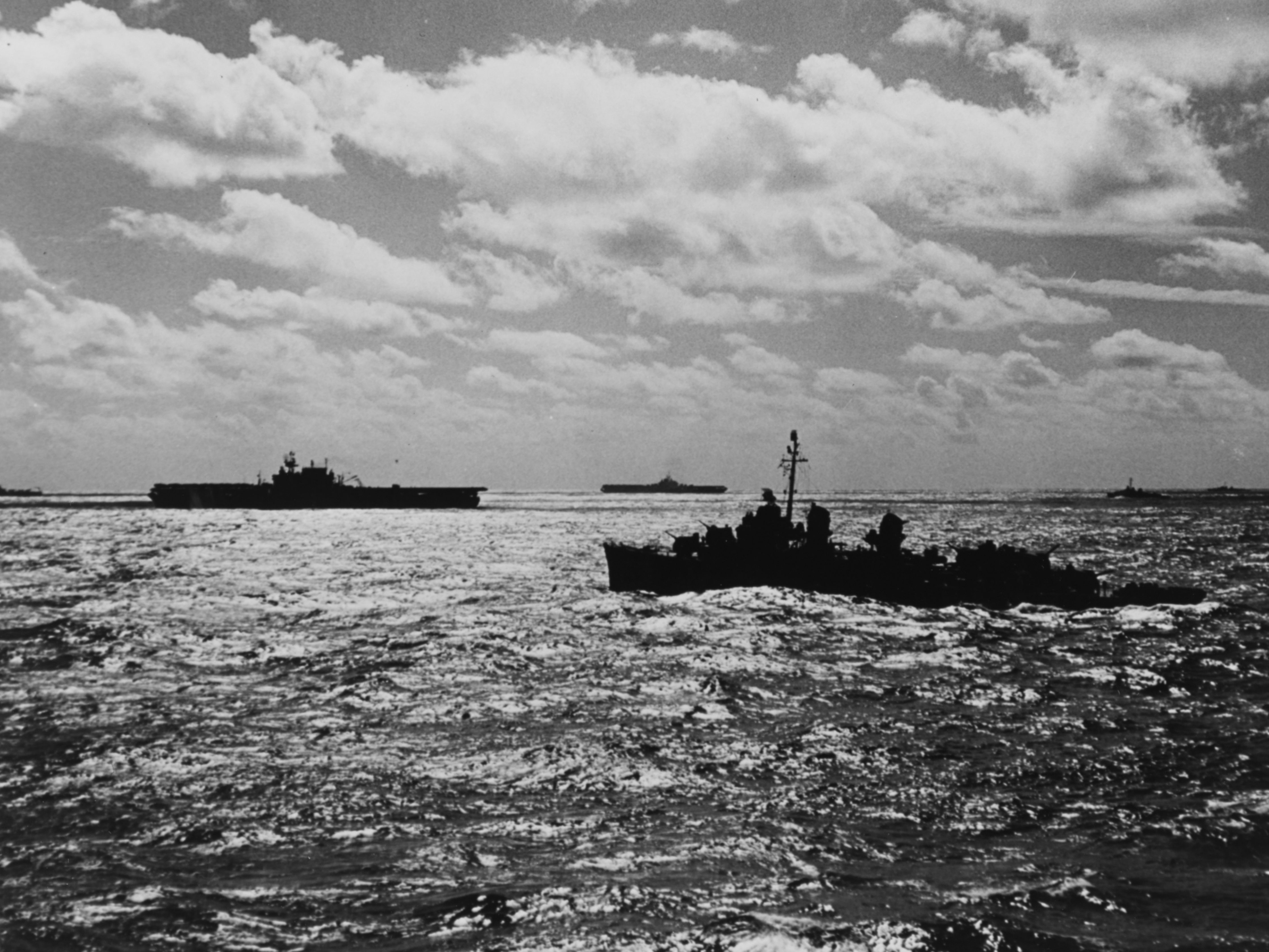
Le USS Stephen Potter (à droite) et d'autres navires de la 3e flotte en route vers les Philippines en janvier 1945.

Le 9 janvier, le Stephen Potter entre en mer de Chine méridionale avec les porte-avions qui lancent des frappes aériennes contre Saigon et la baie de Cam Ranh, en Indochine, le 12 janvier, et contre Formose le 15 janvier. Des frappes ont été effectuées contre Hainan et Hong Kong le 16 janvier, après quoi les avions américains ont effectué une reconnaissance photographique d'Okinawa avant de se retirer à Ulithi. Le destroyer est sorti avec le TG 58.2 le 10 février et a participé aux frappes des porte-avions contre la région de Tokyo les 16 et 17 février. Du 19 au 22 février, des frappes furent lancées contre Iwo Jima pour soutenir le débarquement. Deux jours plus tard, les porte-avions font route vers le Japon et, le 25 février, lancent des frappes aériennes contre des cibles dans la baie de Tokyo avant de retourner à Ulithi le 1er mars.
Le groupe opérationnel est de nouveau en mer le 14 mars et, quatre jours plus tard, lance des attaques contre des aérodromes à Kyūshū et contre des navires japonais à Kobe et Kure. Les frappes se poursuivent le lendemain. Le destroyer sauve un pilote abattu le 18 mars et en sauve un autre le 19 mars. Le groupe d'intervention subit les attaques aériennes de l'ennemi les deux jours. Alors que les forces se retirent, elles subissent des attaques aériennes constantes. Le porte-avions USS Franklin (CV-13) a été touché le 19 mars et le porte-avions USS Enterprise (CV-6) le lendemain. Le Stephen Potter faisait partie de l'écran de protection qui escortait les porte-avions jusqu'à Ulithi.
Le destroyer est de nouveau en mer le 5 avril avec le TG 58.2, dans une zone située à l'est d'Okinawa. Des frappes sont effectuées contre cette île fortifiée jusqu'au 13 mai, date à laquelle des raids aériens sont lancés contre Kyūshū. Le 11 mai, il récupère 107 survivants du 'porte-avions USS Bunker Hill (CV-17) , touché par un kamikaze. Des frappes sont à nouveau lancées contre Okinawa du 22 au 28 mai, puis le groupe embarque pour Leyte. Le Stephen Potter fait ensuite route vers les États-Unis, via Eniwetok et Pearl Harbor, et arrive à San Francisco le 9 juillet. Il est arrivé à San Francisco le 9 juillet. Il a été révisé au chantier naval de Mare Island (Mare Island Navy Yard) jusqu'au 31 août.
La guerre est terminée et le destroyer est destiné à être placé dans la Flotte de réserve du Pacifique (Pacific Reserve Fleet). Après les préparatifs pour le mettre dans la "naphtaline", le Stephen Potter est mis hors service, en réserve, le 21 septembre 1945 et amarré à Long Beach.

### 1951-1958
Le 29 mars 1951, le Stephen Potter est remis en service et, après une brève croisière d'essai, il appareille le 23 juin pour la côte est des États-Unis et la Flotte de l'Atlantique (Atlantic Fleet). Il arrive à la base navale de Newport (Naval Station Newport) le 11 juillet et opère avec la flotte de l'Atlantique jusqu'au 1er avril 1953, date à laquelle il repart pour le Pacifique. Le Stephen Potter rejoint la Flotte des Nations unies au large de la côte est de la Corée et y reste jusqu'à la fin des hostilités.
Après son retour aux États-Unis, le destroyer entre au chantier naval de Boston (Boston Naval Shipyard) où il subit d'importantes réparations et modifications. Le 28 mars 1954, il appareille pour la baie de  Guantanamo où il suit un entraînement de remise à niveau. Le 5 janvier 1955, il met le cap sur l'Europe de l'Ouest et effectue des visites de courtoisie en Belgique, en Allemagne et en Norvège avant de revenir à Newport le 26 mai 1955. En avril 1956, le Stephen Potter est à Long Beach et, le 14 juillet, il opère avec le 23e escadron de destroyer (Destroyer Squadron 23 - DesRon 23), à partir de Kobe, au Japon, avant de retourner aux États-Unis en novembre 1956.
Le 21 avril 1958, le Stephen Potter est à nouveau mis hors service, en réserve, et amarré à Mare Island, en Californie. Il y reste jusqu'au 1er décembre 1972, date à laquelle il est rayé de la liste de la Marine (Navy List ou Naval Vessel Register). Le Stephen Potter a été vendu le 27 novembre 1973 et démantelé pour la ferraille.

## Décorations
Le Stephen Potter a reçu 12 étoiles de combat (battle stars) pour son service pendant la Seconde Guerre mondiale.

## Source
- (en) Cet article est partiellement ou en totalité issu de l’article de Wikipédia en anglais intitulé « USS Stephen Potter » (voir la liste des auteurs).